# 지효
지효(본명: 박지효, 1997년 2월 1일~)는 대한민국의 가수로, 걸 그룹 트와이스의 리더이다.

## 생애
지효는 1997년 2월 1일 대한민국 경기도 구리시에서 태어났다. 출생 당시 본명은 박지수였으나, 박지효로 개명했다. 2005년 JYP 오디션에 합격하였고 JYP 엔터테인먼트 소속으로 10년 4개월 동안 연습생 생활을 하였다. Mnet의 서바이벌 아이돌 선발 오디션인 '식스틴'을 통해 2015년 10월 걸 그룹 트와이스의 9명 멤버 중 한 명으로 데뷔했다.

## 학력
- 2009년 백문초등학교 (졸업)
- 2012년 구리여자중학교 (졸업)
- 2015년 청담고등학교 (졸업)

## 음반 목록

### 솔로
- 《ZONE》 : 2023년 8월 18일 발매. EP.

### 참여
- 2016년 - "내가 예뻐진 이유" (벤, 정은지와 함께) - 인기가요 뮤직크러쉬 Part
- 슈가맨 당돌한 여자 (with 채영, 쯔위, 나연)
- 2022년 - "Stardust love song (스물다섯 스물하나 OST 6)
- 2022년 - "I fly" (오늘의 웹툰 OST 1)
- 2022년 - "이상한 하루" (아무것도 하고 싶지 않아 OST 1)

## 수상 목록

### 가요 프로그램 1위
| 연도            | 수상 내역 (총 1회)                                                  |
| --------------- | ------------------------------------------------------------------- |
| 2023년 (총 1회) | - Killin’ Me Good (총 1회) - 8월 25일 KBS2 《뮤직뱅크》 K-Chart 1위 |

## 시상식
- 2024년 대한민국 퍼스트브랜드 대상 여자솔로가수 부문 수상

## 작품 목록

### 텔레비전 프로그램
- 1998년 - SBS 《호기심 천국》
- 2015년 - 엠넷 《SIXTEEN》- 참가자
- 2023년- MBC 《나 혼자 산다》

### 웹 프로그램
- 2016년 - 네이버 V 《오감만족 VJ LIVE》
- 2024년 - 유튜브 《세입자》
- 2024년 - 유튜브 《감별사》
- 2025년 - 유튜브 《핑계고》

### 광고
- 2011년 - 유한킴벌리 티엔 (With 나연)

### 트와이스 데뷔 후 광고
- 2015년 - 스쿨룩스
- 2015년 - 넥슨 엘소드
- 2015년 - KB국민은행 나라사랑카드 홍보대사
- 2016년 - 엠케이트랜드 NBA
- 2016년 - LG생활건강 투마루
- 2016년 - 체뚜코리아 레드체뚜
- 2016년 - (주)마세다린 가마로 강정
- 2017년 - 로스트테일 게임
- 2017년 - 포카리스웨트
- 2019년 - 포카리스웨트
- 2020년 - KB국민은행
- 2021년 - 레모나